# كولن راسيل (سباح)
كولن راسيل (بالإنجليزية: Colin Russell) (و. 1984  م) هو سباح كندي، ولد في أوشاوا، شارك في الألعاب الأولمبية الصيفية 2012، والألعاب الأولمبية الصيفية 2008، ودورة ألعاب الكومنولث 2006.
.

## التعليم
تعلم في جامعة تورنتو.

## روابط خارجية
- كولن راسيل على موقع الاتحاد الدولي للسباحة (الإنجليزية)
- كولن راسيل على موقع SwimRankings.net (الإنجليزية)
- كولن راسيل على موقع أوليمبيديا (الإنجليزية)
- كولن راسيل على موقع اللجنة الأولمبية الكندية (الإنجليزية)
- كولن راسيل على موقع دورة ألعاب الكومنولث 2006 (مؤرشف) (الإنجليزية)